# Slaughterhouse (grup)
Slaughterhouse a fost un grup american de hip hop format din rapperii Joe Budden, Joell Ortiz, Crooked I și Royce da 5'9". Au lansat ca grup două albume de studio: Slaughterhouse (2009) de manieră independentă (fără o casă de discuri consacrată) și Welcome to: Our House (2012) în contract cu casa de discuri Shady și Interscope Records.

## Discografie

### Albume de studio
| Titlu                 | Detalii album                                                                                  | Cea mai bună clasare | Cea mai bună clasare | Cea mai bună clasare | Cea mai bună clasare | Cea mai bună clasare | Cea mai bună clasare | Cea mai bună clasare | Vânzări       |
| Titlu                 | Detalii album                                                                                  | US                   | US R&B/HH            | US Rap               | CAN                  | NL                   | SWI                  | UK                   | Vânzări       |
| --------------------- | ---------------------------------------------------------------------------------------------- | -------------------- | -------------------- | -------------------- | -------------------- | -------------------- | -------------------- | -------------------- | ------------- |
| Slaughterhouse        | - Lansat: August 11, 2009 - Casa de discuri: E1 Music - Formate: CD, digital download          | 25                   | 4                    | 2                    | —                    | —                    | —                    | —                    | - US: 74,000  |
| Welcome to: Our House | - Lansat: August 28, 2012 - Casa de discuri: Shady, Interscope - Formate: CD, digital download | 2                    | 1                    | 1                    | 4                    | 90                   | 76                   | 33                   | - US: 200,000 |

### Compilații - albume
| Titlu                                                                                 | Detalii albume | Cea mai bună clasare | Cea mai bună clasare | Cea mai bună clasare | Cea mai bună clasare | Cea mai bună clasare | Cea mai bună clasare | Cea mai bună clasare | Cea mai bună clasare | Vânzări                     | Certificări  |
| Titlu                                                                                 | Detalii albume | US                   | US R&B/HH            | US Rap               | BEL (FL)             | CAN                  | GER                  | SWI                  | UK                   | Vânzări                     | Certificări  |
| ------------------------------------------------------------------------------------- | --- | -------------------- | -------------------- | -------------------- | -------------------- | -------------------- | -------------------- | -------------------- | -------------------- | --------------------------- | ------------ |
| Shady XV                                                                              | - Album cu 2 discuri (un disc de greatest hits) - Lansat: Noiembrie 24, 2014 - Casa de discuri: Shady, Interscope - Formate: CD, LP, digital download | 3                    | 1                    | 1                    | 26                   | 1                    | 8                    | 7                    | 5                    | - US: 290,000 - CAN: 21,000 | - RIAA: Gold |
| "—" indică o înregistrare care nu s-a clasat sau nu a fost lansată în acel teritoriu. | |                      |                      |                      |                      |                      |                      |                      |                      |                             |              |

### EP-uri
| Titlu                                                                                 | Detalii album                                                                           | Cea mai bună clasare | Cea mai bună clasare | Cea mai bună clasare | Vânzări      |
| Titlu                                                                                 | Detalii album                                                                           | US                   | US R&B/HH            | US Rap               | Vânzări      |
| ------------------------------------------------------------------------------------- | --------------------------------------------------------------------------------------- | -------------------- | -------------------- | -------------------- | ------------ |
| Slaughterhouse EP                                                                     | - Lansat: Februarie 8, 2011 - Casa de discuri: E1 Music - Formate: CD, digital download | 147                  | 29                   | 13                   | - US: 15,198 |
| "—" indică o înregistrare care nu s-a clasat sau nu a fost lansată în acel teritoriu. |                                                                                         |                      |                      |                      |              |

### Mixtapes
| Titlu        | Detalii album                                                                       |
| ------------ | ----------------------------------------------------------------------------------- |
| On the House | - Lansat: August 19, 2012 - Casa de discuri: Independent - Format: digital download |
| House Rules  | - Lansat: Mai 21, 2014 - Casa de discuri: Independent - Format: Digital download    |

## Single-uri

### Ca artiști principali
| "The One" (featuring The New Royales)                                          | 2009 | —   | —  | Slaughterhouse        |
| "Microphone"                                                                   | 2009 | —   | —  | Slaughterhouse        |
| "Hammer Dance"                                                                 | 2012 | —   | —  | Welcome to: Our House |
| "My Life" (featuring Cee Lo Green)                                             | 2012 | 108 | 87 | Welcome to: Our House |
| "Throw It Away" (featuring Swizz Beatz)                                        | 2012 | —   | —  | Welcome to: Our House |
| "Goodbye"                                                                      | 2012 | —   | —  | Welcome to: Our House |
| "Throw That" (featuring Eminem)                                                | 2012 | 98  | 69 | Welcome to: Our House |
| "Y'all Ready Know"                                                             | 2014 | —   | —  | Shady XV              |
| "R.N.S."                                                                       | 2015 | —   | —  | Southpaw              |
| "—" indică o piesă care nu s-a clasat sau nu a fost lansată în acel teritoriu. |      |     |    |                       |

## Apariție ca artiști invitați
| Titlu                                      | An   | Alți artiști                  | Album                           |
| ------------------------------------------ | ---- | ----------------------------- | ------------------------------- |
| "Slaughterhouse"                           | 2008 | Joe Budden, Nino Bless        | Halfway House                   |
| "Move On (Slaughterhouse Remix)"           | 2008 | Joell Ortiz                   |                                 |
| "Woodstock (Hood Hop)"                     | 2009 | Crooked I, M.O.P.             | Mr. Pigface Weapon Waist        |
| "The Warriors"                             | 2009 | Royce da 5'9"                 | Street Hop                      |
| "We Outta Here"                            | 2009 | Joe Budden                    | Escape Route                    |
| "On My Grind"                              | 2009 |                               |                                 |
| "Money On The Floor (Remix)"               | 2009 |                               |                                 |
| "Beamer, Benz or Bentley (Shady Mega Mix)" | 2010 | Royce da 5'9"                 | The Bar Exam 3                  |
| "Session One"                              | 2010 | Eminem                        | Recovery                        |
| "2.0 Boys"                                 | 2011 | Eminem, Yelawolf              |                                 |
| "F5 (Furiously Dangerous)"                 | 2011 | Ludacris, Claret Jai          | Fast Five Soundtrack            |
| "Loud Noises"                              | 2011 | Bad Meets Evil                | Hell: The Sequel                |
| "Hard White (Up in the Club) (Remix)"      | 2011 | Yelawolf, T.I.                |                                 |
| "Devil's Got A Hold"                       | 2011 | Travis Barker                 | Give the Drummer Some           |
| "Monsters in My Head"                      | 2012 | Crooked I, Colin Munroe       | Psalm 82:V6                     |
| "House Gang"                               | 2013 | Funkmaster Flex               | Who You Mad At? Me Or Yourself? |
| "Brothers Keeper"                          | 2014 | Joell Ortiz                   | House Slippers                  |
| "Microphone Preem"                         | 2014 | PRhyme                        | PRhyme                          |
| "Chopping Block"                           | 2017 | Royce da 5'9"                 | The Bar Exam 4                  |
| "Revenge"                                  | 2019 | Cryptik Soul, The Styles of L | Killer's Blood                  |

## Videoclipuri
| An                       | Titlu                    | Regizor                  | Artist                                      |
| Ca interpreți principali | Ca interpreți principali | Ca interpreți principali | Ca interpreți principali                    |
| ------------------------ | ------------------------ | ------------------------ | ------------------------------------------- |
| 2009                     | "Move On"                | John Colombo             |                                             |
| 2009                     | "The One"                | Rik Cordero              | feat. The New Royales                       |
| 2009                     | "Microphone"             | John Colombo             |                                             |
| 2012                     | "Hammer Dance"           |                          |                                             |
| 2012                     | "My Life"                | Syndrome                 | feat. Cee Lo Green                          |
| 2012                     | "Throw It Away"          | Syndrome                 | feat. Swizz Beatz                           |
| 2012                     | "Goodbye"                | Rik Cordero              |                                             |
| 2014                     | "Y'all Ready Know"       |                          |                                             |
| 2015                     | "R.N.S."                 | Shomi Patwary            |                                             |
| Apariții cameo           |                          |                          |                                             |
| 2009                     | "Forever"                | Hype Williams            | Drake feat. Kanye West, Lil Wayne și Eminem |
| 2013                     | "Berzerk"                | Syndrome                 | Eminem                                      |